# LINE レンジャー
『LINE レンジャー』は、LINE株式会社が公開しているスマートフォン向けゲーム・アプリケーション、LINE GAMEの一つである。2014年2月28日サービス公開。

## 概要
エイリアン軍団にさらわれたサリー（イエロー惑星の姫）を取り戻すため、ムーンやブラウンなどのLINEタウンの仲間たちが、レンジャーに変身して冒険の旅に出る。オリジナルキャラクター約400種類以上が登場。

### キャラクター
- ムーン
- ブラウン
- コニー
- ジェームズ
- ジェシカ
- レナード博士

レンジャーたちを支援する、レナード研究所の所長。
- レナード

レナード博士との関係は不明。
- 部長
- エドワード

生まれつきのスピード狂でレンジャーになる前はLINEタウンで暴走していた。
- サリー

今作では攫われ役だが、とあるステージをクリアするとレンジャーになる。
- グレン
- スコット
- エリン
- ジャン
- ソル
- サイモン

プロレスラーでエルボー攻撃が得意。
- ベッキー

サイモンの彼女。メリーに口説かれている。
- クラーク

LINEタウンの私立探偵事務所の探偵。
- メリー

クラークの助手。
- クック

クッキーの体の為、かつてメリーに片足を食べられている。
- ブラド
- ロン
- 係長

部長との関係は不明。
- リア
- アリス
- ビンズ
- デーン
- ルーク
- ソムチャイ

家出した像を探している。
- チチ
- KSM
- バーナード
- ブラウニー

ブラウンの親戚。
- ベラ
- ジェイコブ
- メフィスト

宇宙最強を夢見る邪悪なサリー誘拐犯。当初は彼が悪の親玉かと思われたが、実はパイモンという親分がいた。
- ピンキー

パイモンの呪いにかかり、あらゆる悪行に従事するお姫様。
- パイモン

イエローストーンの封印を解いて宇宙最強の存在になることを企む、レンジャーたちにとって最大の敵。かつては研究者でレナード博士の友人だったが、全てにおいて自分より優れた彼に嫉妬。やがて博士の研究記録を盗み、闇の力が融合したイエローストーンの封印を解き、宇宙最強の存在になることを企む。イエローストーンはイエロー惑星の姫のみが封印を解除できるため、彼は部下のメフィストに姫であるサリーを誘拐するように命じる。
など

## 基本ルール
レンジャーを自分のタワーから出撃させ、相手のタワーの体力を0にした方の勝ち。逆に自分のタワー体力が0になって負けてしまっても、ルビーを3つ使って、バトルを続行することができる。

## 進化システム
レンジャーには★1から★9まで9つのグレードが存在し、★の数が増えるほどグレードが上がり、レンジャーの基本能力値も上昇する。グレードはレンジャーを「進化」させることで上げることができる。レンジャーを進化させるには①レンジャーをMAXレベルまで育ててマスターレンジャーにする ②進化に必要な材料（スペシャルステージや研究所で入手可能）を集める ③進化に必要なコインを集める という以上3つの条件を満たすことが必要である。進化によりグレードがワンランク上のレンジャーを獲得できる。

### 究極進化
スーパーマスターになったレンジャーが更にもう1度追加で進化することを究極進化という。究極進化レンジャーはスキルを2つ持ち、レンジャー再生成時間がノーマルレンジャーに比べて大幅に短いという特徴を持つ。「スイッチ」によって超進化レンジャーへ変更することが可能。また、ウルトラレナードを用いることで最大20回まで強化でき、MAXレベルになるとウルトラマスターレンジャーになる。

### 超進化
2017年9月21日の「ハイパーアップデート」によって導入された進化システム。★8スーパーマスターになったレンジャーは、究極進化または超進化のうちどちらかを選択することができる。究極進化が★8以下のレンジャーでも可能となっているのに対して、超進化は★8レンジャーのみ可能である。超進化レンジャーは2つ目のスキルともに2つ目のアビリティも獲得できるが、究極進化レンジャーに比べてレンジャー再生成時間が少し長いという特徴を持つ。スイッチによって究極進化レンジャーへ変更することが可能。また、ハイパーレナードを用いることで最大20回まで強化でき、MAXレベルになるとハイパーマスターレンジャーになる。

### 星9進化
2022年6月末に実装された進化システム。
星8究極進化ウルトラマスター 星8超進化ハイパーマスターのどちらからも進化することができる。進化すると覚醒アビリティが付与され、3〜4つのアビリティのうち、1つをランダムで獲得することができ、再覚醒チケットを使うと再度ランダムでアビリティを獲得できる。星9レンジャーに進化すると体力や攻撃力が約2倍強化される分、生産ミネラル量が大幅に増加してしまう。また、星9スーパーレナードを使って4回まで強化可能。MAXレベルになると、スーパーマスターレンジャーになる。進化直後のレンジャー生成時間は7〜8秒と進化前に比べてやや長いが、レベル最大時には3.5〜4秒まで短縮される。星9進化するには霊薬、覚醒の石、宝石が必要となり、レンジャーのタイプや属性によって進化に必要な素材は異なる。これらはスペシャルステージ、レンジャーpass、ギルドの交換所から入手可能だが入手難易度が高いうえにレナード研究所でこれらの素材は制作できないため、コストと時間は究極進化や超進化に比べてかなりかかる。

## ステージ
ステージをプレイするには「羽」というプレイチケットが必要。消耗した羽は7分経過毎に1枚ずつチャージされる。

### メインステージ
サリーを救出するステージ。2018年10月時点で444ものステージが存在する。

### スペシャルステージ
- 進化の鉱山
- 魔法の迷路キューブ
- 不滅の骸骨ストーン

限定ステージ
- レナード惑星

基本的に週末限定。スーパーレナード・ウルトラレナードが入手可能。
- 真っ赤な火山

火曜日、金曜日限定
- 流れる氷河

水曜日、土曜日限定
- 緑の樹木

木曜日、日曜日限定
- イベント惑星

イベント開催時にオープンされることがある。
- 神秘の図書館

基本的に日曜日限定だが、イベントで毎日開いていることもある。
星9進化素材を入手可能。

### 降臨ステージ
2017年9月21日の「ハイパーアップデート」によって導入され、超進化に必要な★8降臨レンジャーや進化素材を獲得できるステージ。「とても簡単」から「とても難しい」までの5段階の難易度で構成されており、高難度のステージをクリアするほど★8降臨レンジャーを獲得できる確率が高い。

### その他
- ガチャ

ルビーやガチャチケットを消費することで、新しいレンジャーや装備を獲得できる施設。
- レナード研究所

進化素材の製作などができる施設。

## コラボレーション
当初は不定期に開催されていたが、最近は2ヶ月に1回の頻度で開催されている場合が多い。また、本作は比較的成人のプレイヤーの割合が多いためか、20世紀を代表するアニメ・テレビゲーム作品（主にアクションもの）とコラボすることが多い。コラボ期間中はコラボレンジャーやコラボ装備などのアイテムが提供され、パズルイベントやガチャで獲得できる。また、これらのコラボアイテムは期間限定でしか入手できないため、ノーマルアイテムより高性能なものが多い。
歴代コラボ一覧
- 東急電鉄（2014年10月）
- アングリーバード（2014年11月）
- モンスターハンター（2015年8月）
- 新世紀エヴァンゲリオン第1弾（2015年12月頃）
- 新世紀エヴァンゲリオン第2弾（2016年3月）
- PILI霹靂（2016年4月）
- 北斗の拳（2016年5月）
- 名探偵コナン（2016年10月）
- 鋼の錬金術師 FULLMETAL ALCHEMIST（2016年12月）
- 雪ミク（2017年2月）
- レゴ®バットマン ザ・ムービー（2017年4月）
- ストリートファイター第1弾（2017年6月）
- 逆転裁判（2017年9月）
- ロックマン（2017年11月）
- 聖闘士星矢（2018年2月）
- 新世紀エヴァンゲリオン第3弾（2018年4月）
- 犬夜叉（2018年6月）
- ストリートファイター第2弾（2018年8月）
- 仮面ライダーシリーズ（2018年10月）
- ソニック・ザ・ヘッジホッグ（2018年12月）
- 龍が如く（2019年2月）
- スレイヤーズ（2019年4月）
- 科学忍者隊ガッチャマン（2019年6月）
- ヤッターマン（2019年8月）
- ケロロ軍曹（2019年10月）
- ウルトラマンシリーズ（2019年12月）
- 新サクラ大戦（2020年2月）
- シティーハンター（2020年4月）
- 七つの大罪 神々の逆鱗（2020年6月）
- 〈物語〉シリーズ（2020年8月）
- 転生したらスライムだった件（2020年10月）
- ダンジョンに出会いを求めるのは間違っているだろうか（2020年12月）
- 進撃の巨人（2021年2月）
- クレヨンしんちゃん（2021年4月）
- ゴブリンスレイヤー（2021年6月）
- 無職転生（2021年8月）
- FAIRY TAIL ファイナルシリーズ（2021年10月）
- 炎炎ノ消防隊（2021年12月）
- 半妖の夜叉姫 （2022年2月）

2018年にコラボした犬夜叉のコラボレンジャーも復刻した
- 終末のワルキューレ（2022年4月）
- シャーマンキング（2022年6月）
- 範馬刃牙（2022年8月）
- Re:ゼロから始める異世界生活（2022年10月）
- 進撃の巨人第二弾（2022年12月）
- 転生したらスライムだった件第二弾（2023年2月）
- オーバーロード（2023年4月）
- モブサイコ100（2023年6月）
- 東京卍リベンジャーズ（2023年8月）
- 終末のワルキューレ 第二弾(2023年10月)
- この素晴らしい世界に祝福を!(2023年12月)
- 葬送のフリーレン（2024年2月）
- 桜ミク（2024年3月）
- 無職転生 第二弾(2024年4月)